# 飞头獠子
飞头獠子，或称飞头獠，是中国传说的妖怪。是南方溪峒地区之僚人族属，此传说始见于魏晋。:52

## 《桂海虞衡志》
在宋·范成大《桂海虞衡志·志》载: “ 广西左右江僚人, 旧传其类有飞头、凿齿、鼻饮、白衫、花面、赤裤之属二十一种。:18

## 《酉阳杂俎》
在唐·段成式《酉阳杂俎·境异》所记: “岭南溪洞中,往往有飞头者,故有“飞头獠子'之号。:53《酉阳杂俎》前集卷四亦有记载。

## 《古小说钩沈》
在《古小说钩沈一孙氏志怪》: “南方落民,其头能飞。其俗所祠,名曰蟲落”。这两处的“落民”就是僚民(飞头獠子)。他们祭祀叫“蛊落”也就是“腰”。

## 《博物志》
《博物志》记载“荆州极西南界诸民曰僚子”。僚在荆州,其俗与楚同名。僚人的“蛊落”食祭不但祭以新谷,还会用猎取的人头作祭。

## 参看
- 中国妖怪列表
- 飞头蛮
- 飞头
- 飞颅妖